# Bebiona (luna)

Bebiona  je progradni nepravilni naravni satelit (luna) Saturna.

## Odkritje in imenovanje
O odkritju več novih Saturnovih lun so poročali v letu 2005 Scott S. Sheppard, David C. Jewitt, Jan Kleyna in Brian G. Marsden. Luno Bebiono so odkrili na posnetkih, ki so jih naredili že med 12. decembrom 2004 in 9.marcem 2005  . Njeno začasno ime je bilo S/2004 S 11. Uradno ime je dobila leta 2007 po boginji Bebini iz irske mitologije.

## Lastnosti
Luna Bebiona ima premer okoli 6 km. Kroži okroži Saturna na poprečni razdalji 16,898.000 km, obkroži pa ga v malo več kot 820 dneh. Je članica Galske skupine Saturnovih satelitov.